# Calathea marantina
Calathea marantina es una especie fanerógama de la familia Marantaceae, nativa de Sudamérica.  

## Taxonomía
Calathea marantina fue descrita por (Willd. ex Körn.) K.Koch y publicado en Allgemeine Gartenzeitung 25: 163. 1857.
Sinonimia
- Phrynium marantinum Willd. ex Körn.	[2][3]